# Налбандян (село)
Налбандян (арм. Նալբանդյան) — село в Армавирской области Армении.

## География
Село расположено в южной части марза, к северу от реки Аракс, к востоку от автодороги , вблизи государственной границы с Турцией, на расстоянии 10 километров к юго-западу от города Армавир, административного центра области. Абсолютная высота — 870 метров над уровнем моря.
Климат
Климат характеризуется как семиаридный (BSk в классификации климатов Кёппена). Среднегодовая температура воздуха составляет 11,9 °C. Средняя температура самого холодного месяца (января) составляет −3,2 °С, самого жаркого месяца (июля) — 25,1 °С. Расчётная многолетняя норма атмосферных осадков — 293 мм. Наибольшее количество осадков выпадает в мае (50 мм).

## Население
| Год переписи | Население          | Население          | Население          | Население            | Население            | Население            |
| Год переписи | Наличное население | Наличное население | Наличное население | Постоянное население | Постоянное население | Постоянное население |
| Год переписи | Всего              | Мужчины            | Женщины            | Всего                | Мужчины              | Женщины              |
| ------------ | ------------------ | ------------------ | ------------------ | -------------------- | -------------------- | -------------------- |
| 2001         | 4048               | 1997               | 2051               | 4502                 | 2214                 | 2288                 |
| 2011         | 4781               | 2370               | 2411               | 4863                 | 2418                 | 2445                 |